# Aminata Haidara
Aminata Haidara, née le 13 mai 1997, est une footballeuse internationale ivoirienne. 

## Biographie
Elle participe avec l'équipe de Côte d'Ivoire à la Coupe du monde 2015 organisée au Canada.
Lors du mondial, elle ne joue aucun match.